# Чаканська культура
Чаканська культура, Чачянська культура - археологічна культура пізньої бронзової доби у Центральній Європі.
Датується 1250-1000 роками до Р.Х.
Була поширена на південному заході Словаччини на схід від річки Ваг, на північному заході Угорщини (навколо озера Балатон й Незідерського озера) та у австрійському Бургенланді.
Названа за курганом-могильником у села Чака Левіцької округи.
Вона розвинулася з Карпатської культури курганних поховань середньої бронзи. 
Вона представлена великими "царськими" курганами: Чака, Лужани, Колта, Вєлкє-Репнани, Дедінка, Ховей. У Дедінці виявлено гробницю жінки - жриці сонячного культу, за яким судять про одяг жінок 13 сторіччя до Р.Х.
У курганах добре пропалена кераміка, плоскі пластини. Була висока розшарованність суспільства.
Чаканська культура переважала у межових районах сусудніх лужицької, велатицької, пілінської культур. 
У зв'язку з Пілінською культури навіть припускається, що вона платила для свого захисту бронзовими виробами. З цієї культури приходять найстаріші централізовано-європейські бронзові панцири.

## Навала східних степовиків бронзової доби
Приблизно на 1200 рік до Р.Х. на теренах культури зменшується населення за навалою степових народів зі сходу бронзової доби. З цією навалою народів пов’язане переселення "народів моря", з якими пов’язані руйнування Криту, Мікенської цивілізації, атаки Єгипту, що завершилося на початку 12-го століття до Р.Х. Прихід дорійців у Грецію також пов’язано з цією навалою. Зміна суспільного ладу на заході Словаччини також пов’язана з цією навалою, коли від цього часу влада перейшла до військових вождів князів та можновладців.